# فرانك هاينز
فرانك هاينز (بالإنجليزية: Frank Haynes)‏ هو عازف جاز أمريكي، ولد في 8 أكتوبر 1928 في سان فرانسيسكو في الولايات المتحدة، وتوفي في 30 نوفمبر 1965 في نيويورك في الولايات المتحدة.